# League Cup 2015/16
Der League Cup 2015/16 (Sponsorname Capital One Cup) war die 56. Austragung des Turniers. Das Turnier begann mit 92 Vereinen.
Der Wettbewerb startete am 11. August 2015 mit der ersten Runde und endete mit dem Finale im Wembley-Stadion in London am 28. Februar 2016.

## Erste Runde
Die Auslosung für die erste Runde fand am 16. Juni 2015 statt. Alle 72 Teams der Football League traten in der ersten Runde an. Ausgetragen wurden die Begegnungen zwischen dem 11. und 13. August 2015.
|                              | Ergebnis              |                             |
| ---------------------------- | --------------------- | --------------------------- |
| Accrington Stanley (IV)      | 2:2 n. V. (3:4 i. E.) | Hull City (II)              |
| Blackburn Rovers (II)        | 1:2                   | Shrewsbury Town (III)       |
| Bolton Wanderers (II)        | 0:1                   | Burton Albion (III)         |
| FC Brentford (II)            | 0:4                   | Oxford United (IV)          |
| Bristol Rovers (IV)          | 1:2                   | Birmingham City (II)        |
| Cardiff City (II)            | 1:0                   | AFC Wimbledon (IV)          |
| Carlisle United (IV)         | 3:1 n. V.             | FC Chesterfield (III)       |
| Charlton Athletic (II)       | 4:1                   | Dagenham & Redbridge (IV)   |
| Colchester United (III)      | 0:1 n. V.             | FC Reading (II)             |
| Fleetwood Town (III)         | 0:1                   | Hartlepool United (IV)      |
| Huddersfield Town (II)       | 1:2                   | Notts County (IV)           |
| Ipswich Town (II)            | 2:1                   | FC Stevenage (IV)           |
| Luton Town (IV)              | 3:1                   | Bristol City (II)           |
| Milton Keynes Dons (II)      | 2:1                   | Leyton Orient (IV)          |
| FC Millwall (III)            | 1:2 n. V.             | FC Barnet (IV)              |
| FC Morecambe (IV)            | 0:1                   | Sheffield United (III)      |
| Northampton Town (IV)        | 3:0                   | FC Blackpool (III)          |
| Nottingham Forest (II)       | 3:4                   | FC Walsall (III)            |
| Peterborough United (III)    | 2:0                   | Crawley Town (IV)           |
| Plymouth Argyle (IV)         | 1:2                   | FC Gillingham (III)         |
| Port Vale (III)              | 1:0                   | FC Burnley (II)             |
| AFC Rochdale (III)           | 1:1 n. V. (5:3 i. E.) | Coventry City (III)         |
| Rotherham United (II)        | 1:0                   | Cambridge United (IV)       |
| Scunthorpe United (III)      | 1:1 n. V. (6:7 i. E.) | FC Barnsley (III)           |
| Sheffield Wednesday (II)     | 4:1                   | Mansfield Town (IV)         |
| Southend United (III)        | 0:1                   | Brighton & Hove Albion (II) |
| Swindon Town (III)           | 1:2                   | Exeter City (IV)            |
| Wigan Athletic (III)         | 1:2                   | FC Bury (III)               |
| Wolverhampton Wanderers (II) | 2:1                   | AFC Newport County (IV)     |
| Wycombe Wanderers (IV)       | 0:1                   | FC Fulham (II)              |
| Yeovil Town (IV)             | 0:3                   | Queens Park Rangers (II)    |
| York City (IV)               | 2:2 n. V. (4:2 i. E.) | Bradford City (III)         |
| Crewe Alexandra (III)        | 1:3                   | Preston North End (II)      |
| Oldham Athletic (III)        | 1:3                   | FC Middlesbrough (II)       |
| FC Portsmouth (IV)           | 2:1                   | Derby County (II)           |
| Doncaster Rovers (III)       | 1:1 n. V. (4:2 i. E.) | Leeds United (II)           |

## Zweite Runde
In der zweiten Runde stiegen die zwölf Premier-League-Vereine ein, die sich in der letzten Saison nicht für einen europäischen Wettbewerb qualifizieren konnten. Die Auslosung fand am 13. August 2015 statt. Ausgetragen wurden die Begegnungen am 22., 23., 25. und 26. August 2015.
|                              | Ergebnis              |                             |
| ---------------------------- | --------------------- | --------------------------- |
| Aston Villa (I)              | 5:3 n. V.             | Notts County (IV)           |
| Birmingham City (II)         | 2:0                   | FC Gillingham (III)         |
| Burton Albion (III)          | 1:2 n. V.             | FC Middlesbrough (II)       |
| FC Bury (III)                | 1:4                   | Leicester City (I)          |
| Crystal Palace (I)           | 4:1 n. V.             | Shrewsbury Town (III)       |
| Doncaster Rovers (III)       | 1:4 n. V.             | Ipswich Town (II)           |
| FC Fulham (II)               | 3:0                   | Sheffield United (III)      |
| Hartlepool United (IV)       | 0:4                   | AFC Bournemouth (I)         |
| Hull City (II)               | 1:0                   | AFC Rochdale (III)          |
| Luton Town (IV)              | 1:1 n. V. (7:8 i. E.) | Stoke City (I)              |
| Milton Keynes Dons (II)      | 2:1                   | Cardiff City (II)           |
| Newcastle United (I)         | 4:1                   | Northampton Town (IV)       |
| Peterborough United (III)    | 1:4                   | Charlton Athletic (II)      |
| FC Portsmouth (IV)           | 1:2                   | FC Reading (II)             |
| Preston North End (II)       | 1:0                   | FC Watford (I)              |
| Rotherham United (II)        | 1:2                   | Norwich City (I)            |
| Sheffield Wednesday (II)     | 1:0                   | Oxford United (IV)          |
| AFC Sunderland (I)           | 6:3                   | Exeter City (IV)            |
| Swansea City (I)             | 3:0                   | York City (IV)              |
| Queens Park Rangers (II)     | 1:2                   | Carlisle United (IV)        |
| FC Walsall (III)             | 2:1                   | Brighton & Hove Albion (II) |
| Wolverhampton Wanderers (II) | 2:1                   | FC Barnet (IV)              |
| West Bromwich Albion (I)     | 0:0 n. V. (5:3 i. E.) | Port Vale (III)             |
| FC Barnsley (III)            | 3:5 n. V.             | FC Everton (I)              |

## Dritte Runde
Ab der dritten Runde mussten auch die acht Vereine antreten, die sich für die laufende Saison für die europäischen Wettbewerbe qualifiziert hatten. Die Auslosung fand am 25. August 2015 statt. Ausgetragen wurden die Begegnungen am 22. und 23. September 2015.
|                         | Ergebnis              |                              |
| ----------------------- | --------------------- | ---------------------------- |
| Aston Villa (I)         | 1:0                   | Birmingham City (II)         |
| FC Fulham (II)          | 0:1                   | Stoke City (I)               |
| Hull City (II)          | 1:0                   | Swansea City (I)             |
| Leicester City (I)      | 2:1 n. V.             | West Ham United (I)          |
| FC Middlesbrough (II)   | 3:0                   | Wolverhampton Wanderers (II) |
| Preston North End (II)  | 2:2 n. V. (2:3 i. E.) | AFC Bournemouth (I)          |
| FC Reading (II)         | 1:2                   | FC Everton (I)               |
| AFC Sunderland (I)      | 1:4                   | Manchester City (I)          |
| Crystal Palace (I)      | 4:1                   | Charlton Athletic (II)       |
| FC Liverpool (I)        | 1:1 n. V. (3:2 i. E.) | Carlisle United (IV)         |
| Manchester United (I)   | 3:0                   | Ipswich Town (II)            |
| Milton Keynes Dons (II) | 0:6                   | FC Southampton (I)           |
| Newcastle United (I)    | 0:1                   | Sheffield Wednesday (II)     |
| Norwich City (I)        | 3:0                   | West Bromwich Albion (I)     |
| Tottenham Hotspur (I)   | 1:2                   | FC Arsenal (I)               |
| FC Walsall (III)        | 1:4                   | FC Chelsea (I)               |

## Achtelfinale
Die Auslosung fand am 23. September 2015 statt. Ausgetragen wurden die Begegnungen am 27. und 28. Oktober 2015.
|                          | Ergebnis              |                       |
| ------------------------ | --------------------- | --------------------- |
| FC Everton (I)           | 1:1 n. V. (4:3 i. E.) | Norwich City (I)      |
| Hull City (II)           | 1:1 n. V. (5:4 i. E.) | Leicester City (I)    |
| Sheffield Wednesday (II) | 3:0                   | FC Arsenal (I)        |
| Stoke City (I)           | 1:1 n. V. (5:4 i. E.) | FC Chelsea (I)        |
| FC Liverpool (I)         | 1:0                   | AFC Bournemouth (I)   |
| Manchester City (I)      | 5:1                   | Crystal Palace (I)    |
| Manchester United (I)    | 0:0 n. V. (1:3 i. E.) | FC Middlesbrough (II) |
| FC Southampton (I)       | 2:1                   | Aston Villa (I)       |

## Viertelfinale
Die Auslosung fand am 28. Oktober 2015 statt. Ausgetragen wurden die Begegnungen am 1. und 2. Dezember 2015.
|                       | Ergebnis |                          |
| --------------------- | -------- | ------------------------ |
| Manchester City (I)   | 4:1      | Hull City (II)           |
| FC Middlesbrough (II) | 0:2      | FC Everton (I)           |
| Stoke City (I)        | 2:0      | Sheffield Wednesday (II) |
| FC Southampton (I)    | 1:6      | FC Liverpool (I)         |

## Halbfinale
Die Auslosung fand am 2. Dezember 2015 statt. Die Hinspiele wurden am 5. und 6. Januar 2016 abgehalten. Die Rückspiele wurden am 26. Januar 2016 in Liverpool bzw. am 27. Januar 2016 in Manchester ausgetragen.
|                | Gesamt          |                     | Hinspiel | Rückspiel |
| -------------- | --------------- | ------------------- | -------- | --------- |
| FC Everton (I) | 3:4             | Manchester City (I) | 2:1      | 1:3       |
| Stoke City (I) | 1:1 (5:6 i. E.) | FC Liverpool (I)    | 0:1      | 1:0 n. V. |

## Finale
| FC Liverpool                                                    | FC Liverpool | Manchester City | Manchester City | Aufstellung                                    |
| --------------------------------------------------------------- | --- | --- | --------------- | ---------------------------------------------- |
| FC Liverpool                                                    | \| 28. Februar 2016 um 16:30 Uhr (GMT) in London (Wembley-Stadion) \| \| Ergebnis: 1:1 n. V. (0:0, 1:1), 1:3 i. E. \| \| Zuschauer: 86.206 \| \| Schiedsrichter: Michael Oliver (Northumberland) \| \| Spielbericht \|                                                           | \| 28. Februar 2016 um 16:30 Uhr (GMT) in London (Wembley-Stadion) \| \| Ergebnis: 1:1 n. V. (0:0, 1:1), 1:3 i. E. \| \| Zuschauer: 86.206 \| \| Schiedsrichter: Michael Oliver (Northumberland) \| \| Spielbericht \|                                                 | Manchester City | Aufstellung FC Liverpool gegen Manchester City |
| FC Liverpool                                                    | Simon Mignolet – Nathaniel Clyne, Lucas Leiva, Mamadou Sakho (25. Kolo Touré), Alberto Moreno (72. Adam Lallana) – Jordan Henderson , Emre Can – James Milner, Roberto Firmino (80. Divock Origi), Philippe Coutinho – Daniel Sturridge Cheftrainer: Jürgen Klopp ( Deutschland) | Willy Caballero – Bacary Sagna (90. Pablo Zabaleta), Vincent Kompany , Nicolás Otamendi, Gaël Clichy – Fernando (90. Jesús Navas), Yaya Touré – Fernandinho, David Silva (110. Wilfried Bony), Raheem Sterling – Sergio Agüero Cheftrainer: Manuel Pellegrini ( Chile) | Manchester City | Aufstellung FC Liverpool gegen Manchester City |
| FC Liverpool                                                    | 1:1 Philippe Coutinho (83.) | 0:1 Fernandinho (49.) | Manchester City | Aufstellung FC Liverpool gegen Manchester City |
| FC Liverpool                                                    | Elfmeterschießen | | Manchester City | Aufstellung FC Liverpool gegen Manchester City |
| FC Liverpool                                                    | 1:0 Emre Can Caballero hält gegen Lucas Leiva Caballero hält gegen Coutinho Caballero hält gegen Lallana | Fernandinho verschießt 1:1 Jesús Navas 1:2 Sergio Agüero 1:3 Yaya Touré | Manchester City | Aufstellung FC Liverpool gegen Manchester City |
| FC Liverpool                                                    | Nathaniel Clyne (53.), Alberto Moreno (65.), Philippe Coutinho (84.), Adam Lallana (118.) | Fernando (76.), Vincent Kompany (87.), Nicolás Otamendi (109.), Yaya Touré (118.) | Manchester City | Aufstellung FC Liverpool gegen Manchester City |
| FC Liverpool                                                    | Spieler des Spiels: Vincent Kompany | | Manchester City | Aufstellung FC Liverpool gegen Manchester City |
| 28. Februar 2016 um 16:30 Uhr (GMT) in London (Wembley-Stadion) | | |                 |                                                |
| Ergebnis: 1:1 n. V. (0:0, 1:1), 1:3 i. E.                       | | |                 |                                                |
| Zuschauer: 86.206                                               | | |                 |                                                |
| Schiedsrichter: Michael Oliver (Northumberland)                 | | |                 |                                                |
| Spielbericht                                                    | | |                 |                                                |